# Salinas Roca Partida
Salinas Roca Partida är en ort i Mexiko.   Den ligger i kommunen San Andrés Tuxtla och delstaten Veracruz, i den sydöstra delen av landet, 400 km öster om huvudstaden Mexico City. Salinas Roca Partida ligger 6 meter över havet och antalet invånare är 919.
Terrängen runt Salinas Roca Partida är varierad. Havet är nära Salinas Roca Partida åt nordost. Runt Salinas Roca Partida är det ganska tätbefolkat, med 139 invånare per kvadratkilometer. Närmaste större samhälle är La Nueva Victoria, 5,5 km söder om Salinas Roca Partida. Omgivningarna runt Salinas Roca Partida är en mosaik av jordbruksmark och naturlig växtlighet.